# David Rankin
David Rankin (* 1946 in Plymouth, England) ist ein australischer Maler.
David Rankin ist in Australien aufgewachsen. Seine künstlerischen Wurzeln liegen bei Paul Klee. Seine erste Ausstellung hatte er mit 22 Jahren in Sydney. Er ist mit der Schriftstellerin Lily Brett verheiratet und lebt in New York City. Ein Triptychon von Rankin mit dem Titel Passage and Crossings hängt im Kirchenschiff von Sankt Agnes in Köln.
1983 gewann er den Wynne-Preis.